# Ruprechtia
Ruprechtia, biljni rod iz porodice dvornikovki (Polygonaceae). Pripada mu tridesetak vrsta drveća i grmova  raširenih na sjeveru od Meksika, na jug do Urugvaja i sjeverne Argentine.

## Vrste
1. Ruprechtia albida Pendry
2. Ruprechtia aperta Pendry
3. Ruprechtia apetala Wedd.
4. Ruprechtia apurensis Pendry
5. Ruprechtia brachysepala Meisn.
6. Ruprechtia brachystachya Benth.
7. Ruprechtia carina Pendry
8. Ruprechtia chiapensis Lundell ex Standl. & Steyerm.
9. Ruprechtia coriacea (H.Karst.) S.F.Blake
10. Ruprechtia costaricensis Pendry
11. Ruprechtia costata Meisn.
12. Ruprechtia crenata (Casar.) R.A.Howard
13. Ruprechtia cruegeri Griseb. ex Lindau
14. Ruprechtia curranii S.F.Blake
15. Ruprechtia exploratricis Sandwith
16. Ruprechtia fusca Fernald
17. Ruprechtia glauca Meisn.
18. Ruprechtia howardiana Aymard & P.E.Berry
19. Ruprechtia jamesonii Meisn.
20. Ruprechtia laevigata Pendry
21. Ruprechtia latifunda Pendry
22. Ruprechtia laxiflora Meisn.
23. Ruprechtia lundii Meisn.
24. Ruprechtia maracaensis Brandbyge
25. Ruprechtia nicaraguensis Pendry
26. Ruprechtia obovata Pendry
27. Ruprechtia paranensis Pendry
28. Ruprechtia peruviana Pendry
29. Ruprechtia ramiflora (Jacq.) C.A.Mey.
30. Ruprechtia salicifolia (Cham. & Schltdl.) C.A.Mey.
31. Ruprechtia scandens Rusby
32. Ruprechtia standleyana Cocucci
33. Ruprechtia tangarana Standl.
34. Ruprechtia tenuiflora Benth.

## Sinonimi
- Magonia Vell.; Fl. Flum. 165 (1825) 4: t. 60 (1827)
- Enneatypus Herzog; Meded. Rijks-Herb. 46: 3 (1922)